# Diogo Gomes
Diogo Gomes (1402, Lagos, Portugalsko – po 1482?) byl portugalský mořeplavec ve službách prince Jindřicha Mořeplavce. V letech 1456–1457 velel výpravě, která se plavila podél pobřeží západní Afriky k jihu.
V mládí pracoval u královského dvora. V roce 1445 nebo 1446 se účastnil výpravy Lançarote de Freitase, která byla vypravena jako obchodní flotila čítající 14 lodí a navazovala na úspěšnou Lançarotovou výpravu v roce 1443, která přivezla otroky na trh do Lagosu z pobřeží západní Afriky. Po vyplutí z Lagosu se 3. lodi staly nezvěstnými, přesto se zbývajícími dopluli do zálivu Arguin. Tato výprava nebyla tak úspěšná. Narazili na odpor Berberů a museli bojovat. Poté Lançarote de Freitas pokračoval dál na jih, zatímco on se ujal velení jedné z lodí a přes ostrov Tidra se vrátil do Portugalska.
V roce 1456–1457 byl jmenován velitelem výpravy, která měla plout co nejdále na jih a prozkoumat možnost obchodu ze západního pobřeží Afriky do Timbuktu, se kterým obchodovali kočovné kmeny se severu z Tuniska. S třemi loděmi plul na jih k ústí řeky Gambie vplul do ústí a pokračoval proti proudu řeky až do Kuntauru, kde se od místních obyvatel dozvěděl o možnosti obchodu s městem Timbuktu. Jako první popsal vnitrozemí Gambie a byl prvním kdo spatřil pohoří Fouta Djallon, ležící na území dnešní Guiney.
V roce 1460 podnikl výpravu při které objevil některé ostrovy v souostroví Kapverdy. I když to bylo později popřeno, protože ostrovy před ním navštívil v roce 1456 Alviso Cadamosto. Po návratu do Portugalska napsal kroniku portugalských plaveb.

## Dílo
- De Prima inventione Guineae. Lisabon 1847